# Hanns Fuchs
Hanns Fuchs, névváltozat: Hanns Fuchs-Stadthagen, írói álnevei: Hanns Passeyer és Hanns Harro (Stadthagen, 1881. október 1. – 1909 után) német író.

## Élete
1910-ig több, mint húsz írást tett közzé, munkáiban gyakran Hannover mindennapi élete tükröződik. 1903-ban Berlinben publikálta  Richard Wagner und die Homosexualität (Richard Wagner és a homoszexualitás) című cikkét, amelyet később Hans Eppendorfer átdolgozott, rövidített formában közölt újra. Már 1901-ben nyilvánosan elismerte homoszexualitását, Eugen Wilhelm a Magnus Hirschfeld által 1904-ben kiadott Jahrbuch für sexuelle Zwischenstufen-ben méltatta önvallomását.  Fuchson kívül ma csak Adolf Brand, Peter Hamecher és Hermann von Teschenberg költők ismertek olyan ismert személyekként ebből az időszakból, akik nyilvánosan felvállalták másságukat.
Fuchs alapító tagja volt a Gemeinschaft der Eigenen közösségnek, amelyet Adolf Brand alapított 1903-ban a Der Eigen című folyóirat terjesztésére. Számos cikket publikált e lapban 1903 és 1905 közt. Feltehetőleg ismerte a sulingeni székhelyű gyárost, J. Heinrich Deckert, a Wissenschaftlich-humanitären Komitees vezető tagját, a porosz Hannover tartomány első melegmozgalma egyik vezetőjét. 
1909 után Fuchs az Oszmán Birodalomba utazott, ahol eltűnt. 1930-ban Darmstadtban holttá nyilvánították.

## Válogatott munkái
- Claire. Ein masochistischer Roman in Tagebuchblättern und Briefen.
  - 1.–4. Tsd., Caesar Schmidt, Zürich, [1901]
  - 1.–4. Tsd., Barsdorf, Berlin, 1903
- Aus Herrenblut. Novelle in Tagebuchblättern und Briefen. Marcus, Berlin, [1903]
- Richard Wagner und die Homosexualität Barsdorf, Berlin, 1903
- Auf Dornenpfaden, Ein masochistischer Roman  Berlin, H. Basdorf, 1904
- Sinnen und Lauschen. Briefe an einen Freund. Ein Beitrag zur Psychologie der Homosexualität. Leipziger Verlag, Lipcse, [1905]

## Fordítás
- Ez a szócikk részben vagy egészben  a   Hanns Fuchs című német Wikipédia-szócikk ezen változatának fordításán alapul.  Az eredeti cikk szerkesztőit annak laptörténete sorolja fel. Ez a jelzés csupán a megfogalmazás eredetét és a szerzői jogokat jelzi, nem szolgál a cikkben szereplő információk forrásmegjelöléseként.